# Centracanthus cirrus
Centracanthus cirrus är en fiskart som beskrevs av Rafinesque, 1810. Centracanthus cirrus ingår i släktet Centracanthus och familjen Centracanthidae. Inga underarter finns listade i Catalogue of Life.